# Cranbrook Tennis Classic 2023
Il Cranbrook Tennis Classic 2023 è stato un torneo maschile di tennis giocato sul cemento. È stata la 1ª edizione del torneo, facente parte della categoria Challenger 75 nell'ambito dell'ATP Challenger Tour 2023. Si è giocato al Cranbrook Tennis Complex di Bloomfield Hills, negli Stati Uniti, dal 3 al 9 luglio 2023.

## Partecipanti

### Teste di serie
| Nazionalità | Giocatore                  | Ranking* | Testa di serie |
| ----------- | -------------------------- | -------- | -------------- |
| Australia   | James Duckworth            | 109      | 1              |
| Ecuador     | Emilio Gómez               | 127      | 2              |
| Stati Uniti | Denis Kudla                | 179      | 3              |
| Turchia     | Altuğ Çelikbilek           | 208      | 4              |
| Canada      | Alexis Galarneau           | 213      | 5              |
| Francia     | Giovanni Mpetshi Perricard | 216      | 6              |
| Stati Uniti | Steve Johnson              | 217      | 7              |
| Australia   | Dane Sweeny                | 229      | 8              |

* Ranking al 26 giugno 2023.

### Altri partecipanti
I seguenti giocatori hanno ricevuto una wild card per il tabellone principale:
- Kei Nishikori
- Ethan Quinn
- Michael Zheng

Il seguente giocatore è entrato in tabellone con il ranking protetto:
- Christian Harrison

I seguenti giocatori sono entrati in tabellone come alternate:
- Skander Mansouri
- James McCabe

I seguenti giocatori sono passati dalle qualificazioni:
- Omar Jasika
- Aidan McHugh
- Ernesto Escobedo
- Tristan Schoolkate
- Evan Zhu
- Mukund Sasikumar

## Punti e montepremi
| Torneo    | Torneo              | V      | F     | SF    | QF    | 2T    | 1T  | Q | Q2  | Q1  |
| Singolare | Punti               | 75     | 50    | 30    | 16    | 7     | 0   | 4 | 2   | 0   |
| Singolare | Premi in denaro ($) | 10,840 | 6,355 | 3,780 | 2,200 | 1,300 | 780 | – | 390 | 200 |
| Doppio    | Punti               | 75     | 50    | 30    | 16    | –     | 0   | – | –   | –   |
| Doppio    | Premi in denaro ($) | 4,645  | 2,700 | 1,630 | 965   | –     | 545 | – | –   | –   |

## Campioni

### Singolare
Steve Johnson ha sconfitto in finale  Michail Kukuškin con il punteggio di 6–4, 6(7)–7, 7–6(4).

### Doppio
Tristan Schoolkate /  Adam Walton hanno sconfitto in finale  Blake Ellis /  Calum Puttergill con il punteggio di 7–5, 6–3.